# Departamento Valle Fértil
Valle Fértil es un departamento de la provincia de San Juan, ubicado en el extremo este de dicha provincia, casi al centro oeste de la Argentina.
Su superficie de 6977 km², que representa el 7% del total provincial, lo ubica en el quinto puesto en cuanto a extensión. A diferencia de otros departamentos de la provincia que presentan las características típicas de ambiente árido andino, la región está caracterizada por un ambiente serrano de abundante vegetación y clima templado.
En el departamento Valle Fértil se encuentra el Parque Provincial Ischigualasto, también conocido como Valle de la Luna, declarado Patrimonio de la Humanidad por la UNESCO en el año 2000. La Reserva de uso múltiple Valle Fértil abarca parte de la superficie de la zona centro del departamento.

## Toponimia
Valle Fértil debe su nombre a la expresión indígena «Chaj-Paj-Nai», posiblemente de origen diaguita, que significa «país verde».

## Población

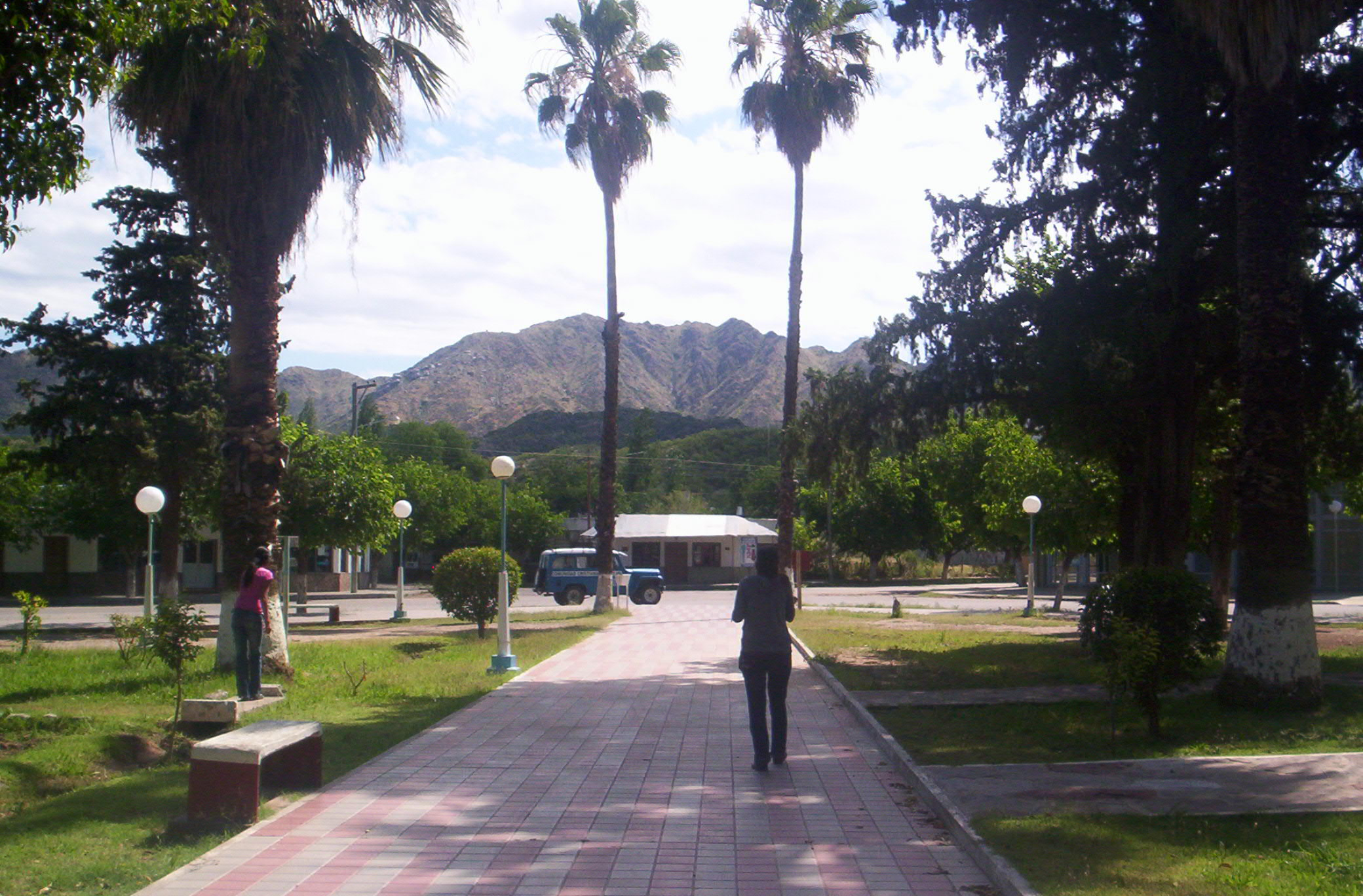
Plaza San Agustín en la localidad de Villa San Agustín.

El Departamento Valle Fértil contó con 7222 habitantes (Indec, 2010), lo que representó un incremento frente a los 6864 habitantes (Indec, 2001) del censo anterior.Según datos surgidos del censo de 2010, la población masculina ascendía a 6329 y la femenina a 5466 personas.
La mayoría de la población se concentra en la ciudad cabecera del departamento. La segunda población en importancia es la localidad de Astica, que cuenta con 1105 habitantes (Indec, 2010)
Para el censo 2022 el departamento registró 8526 habitantes; lo que representó un aumento en la cantidad de personas del 18,1% menor que el crecimiento poblacional provinciala situado en 20,8%. Estos datos le valieron al departamento tener la tercera menor población de la provincia.

## Historia

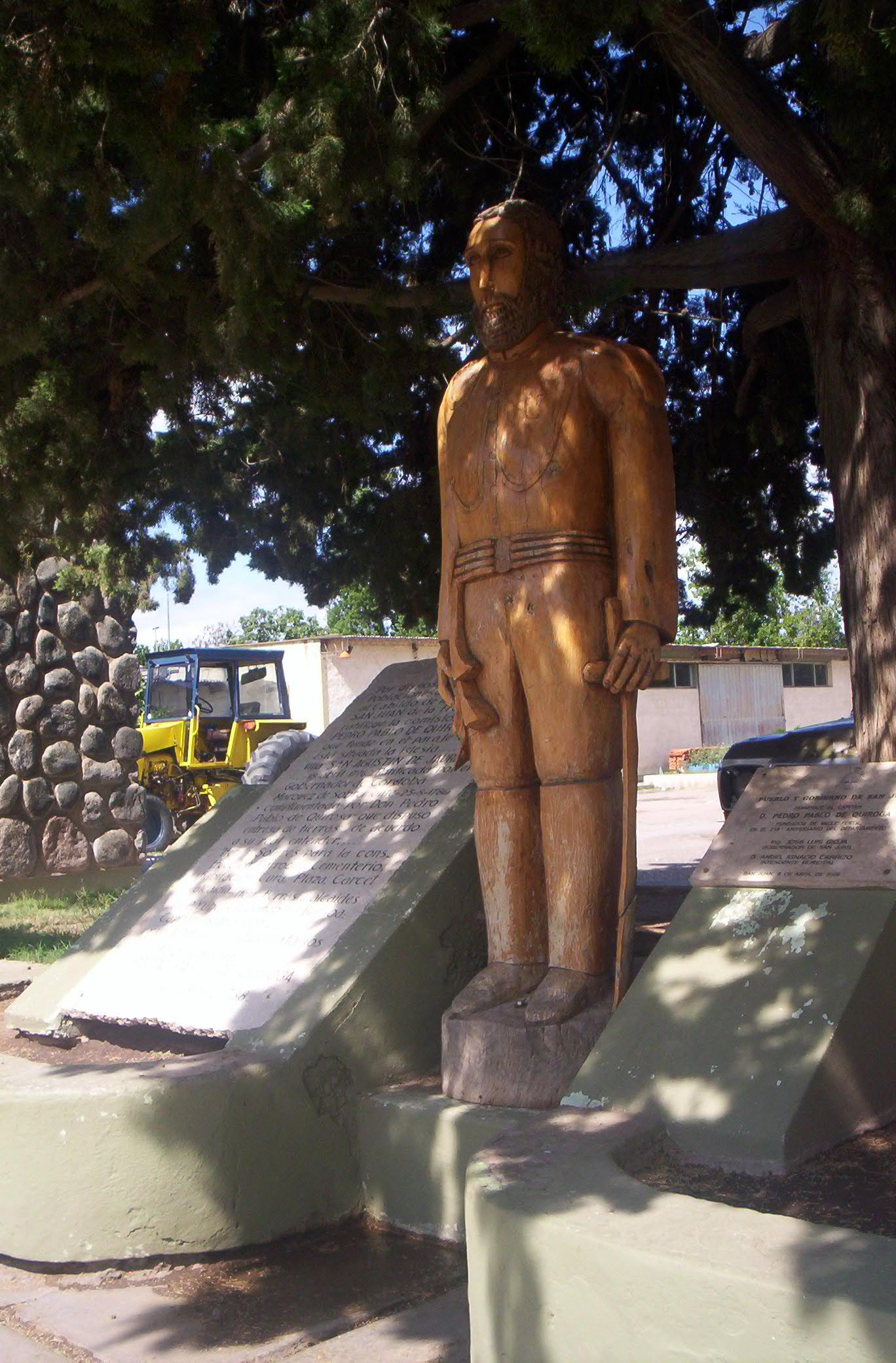
Talla en madera de Pedro Pablo de Quiroga, fundador de Valle Fértil

Hasta el siglo XVI el territorio cuyano estuvo poblado por comunidades indígenas, entre las que se encontraban los Huarpes, los Capayanes, los Olongastas y los Yacampis (grupo Diaguita de La Rioja). En la región existen numerosos testimonios y vestigios de la presencia de estas poblaciones. En San Agustín del Valle Fértil el Centro Cultural Pachamalui, exhibe piezas propias de estas culturas. En la zona se encuentran petroglifos atribuidos a la cultura yacampi y morteros indígenas tallados en piedra.
Valle Fértil fue fundado por Pedro Pablo de Quiroga en el año 1788, en cumplimiento de la instrucción emanada del cabildo de San Juan de la Frontera (hoy ciudad de San Juan).

## Geografía

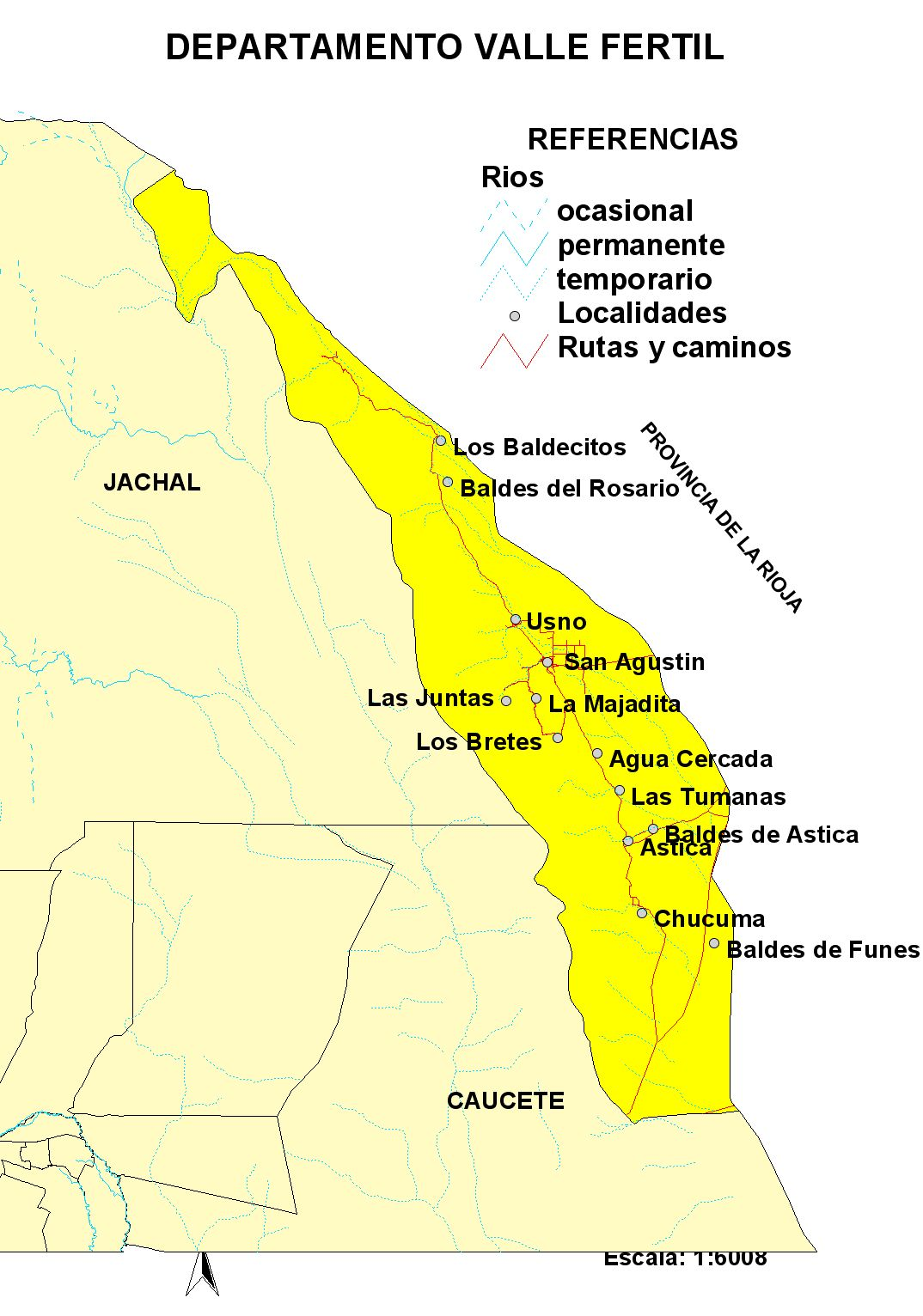
Mapa de Valle Fértil, con las principales localidades.

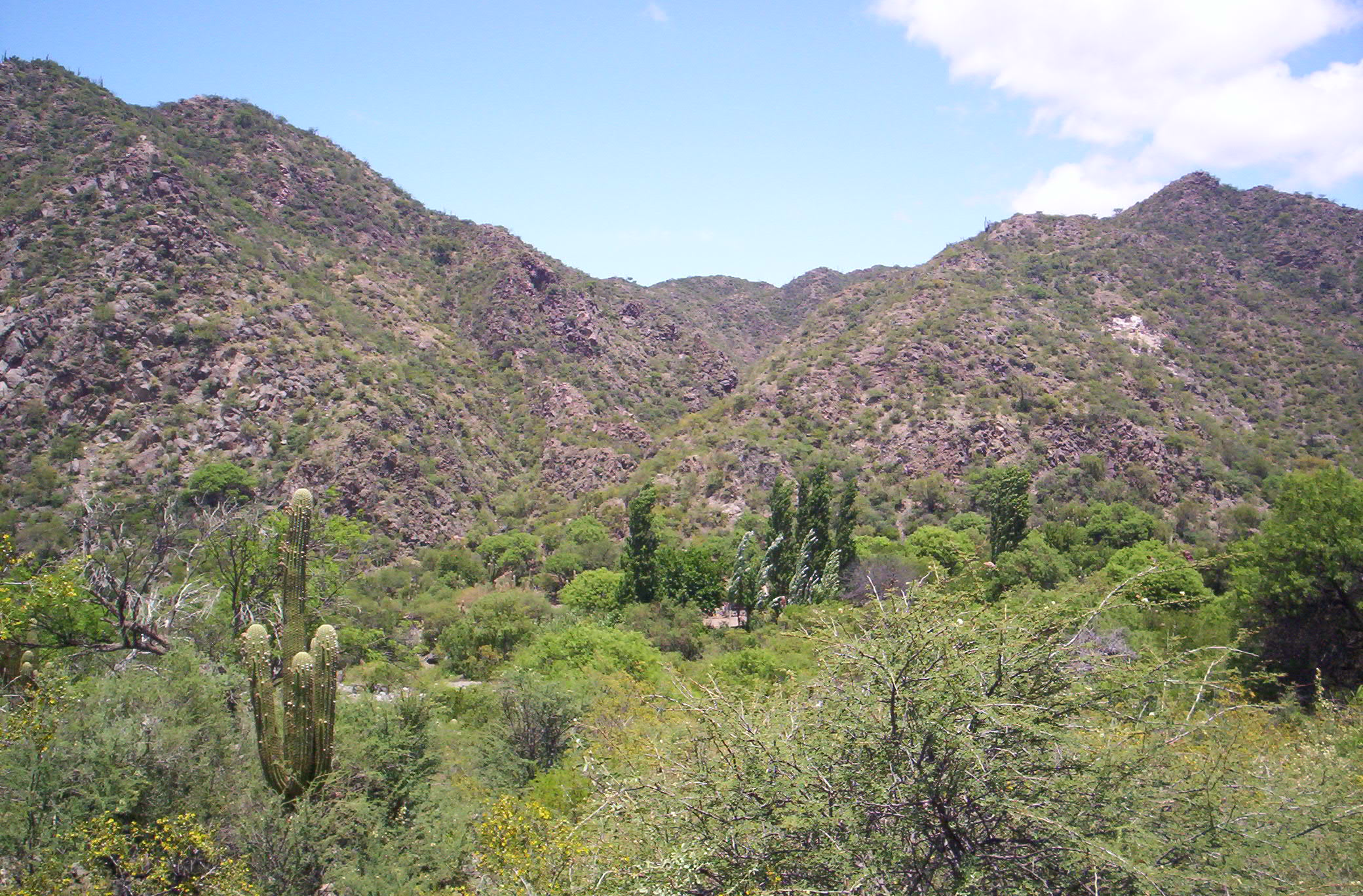
Las Sierras de Valle Fértil.

El departamento Valle Fértil se encuentra emplazado en el extremo noreste de la provincia de San Juan, a 260 kilómetros de la ciudad de San Juan. Sus límites son:
- Al norte la provincia de La Rioja y el departamento Jáchal
- Al sur con el departamento Caucete
- Al oeste con los departamentos de Jáchal y Caucete
- Al este con la La Rioja

En Valle Fértil predomina un relieve quebrado caracterizado por la presencia de la sierra de Valle Fértil y de la Huerta, perteneciente a las Sierras Pampeanas, con una importante vegetación adaptada a la relativa escasez de precipitaciones, donde se destacan las cactáceas.
Las principales localidades del departamento son: San Agustín del Valle Fértil (cabecera del departamento), Astica y Usno.
El departamento está recorrido longitudinalmente casi en su totalidad por la Ruta provincial N°510, que constituye su eje de circulación terrestre.

### Parajes
- Agua Cercada
- Balde de Funes
- Balde de Chucuma
- Balde de Las Chilcas
- Balde del Rosario
- Baldes de Astica
- Chucuma
- Ischigualasto
- Usno
- La Majadita
- La Mesada
- Las Juntas
- Las Tumanas
- Los Baldecitos
- Los Bretes
- Los Rincones
- Quimilo
- Sierras de Chávez
- Sierras de Elizondo
- Sierras de Rivero

La cabecera departamental se ubica a unos 260 km por ruta pavimentada de la capital provincial.

### Sismicidad
La sismicidad del área de Cuyo (centro oeste de Argentina) es frecuente, de intensidad baja y un silencio sísmico de terremotos medios a graves cada 20 años en distintas áreas aleatorias.

## Economía
En Valle Fértil se destacan la producción de cultivos de vid y olivo, cereales y forrajeras: maíz, pasturas; hortalizas: como el pimiento; frutales especialmente cítricos limas, naranjas, pomelos, toronjas, que dan lugar a la fabricación de productos artesanales; forestales, aromáticas y semillas de alfalfa, de cebolla.
La ganadería es una actividad importante en el departamento que cuenta con la mayor cantidad de animales de la provincia, destacándose las explotaciones ganaderas bovina y la caprina.
Respecto de la minería, se realizan extracciones de cuarzo, feldespato y mica, utilizados en la industria de la cerámica y la pintura.
La industria es de base ganadera disponiendo de un matadero y frigorífico.
Los dulces caseros son considerados excelentes sobre todo en la localidad de Astica que se elaboran a base de cítricos y sidra.
Es muy importante la producción artesanal autóctona en madera, piedra, herrería artística y los tejidos. Estos son confeccionados por las «teleras» que aún conservan las antiguas técnicas del tejido en telar y que se las identifica en los «puestos» de la región.
Son muy apreciados los artículos en cuero típico de la vestimenta gauchesca. riendas, bozales y en hierro forjado espuelas y frenos.

### Turismo
Turismo científico

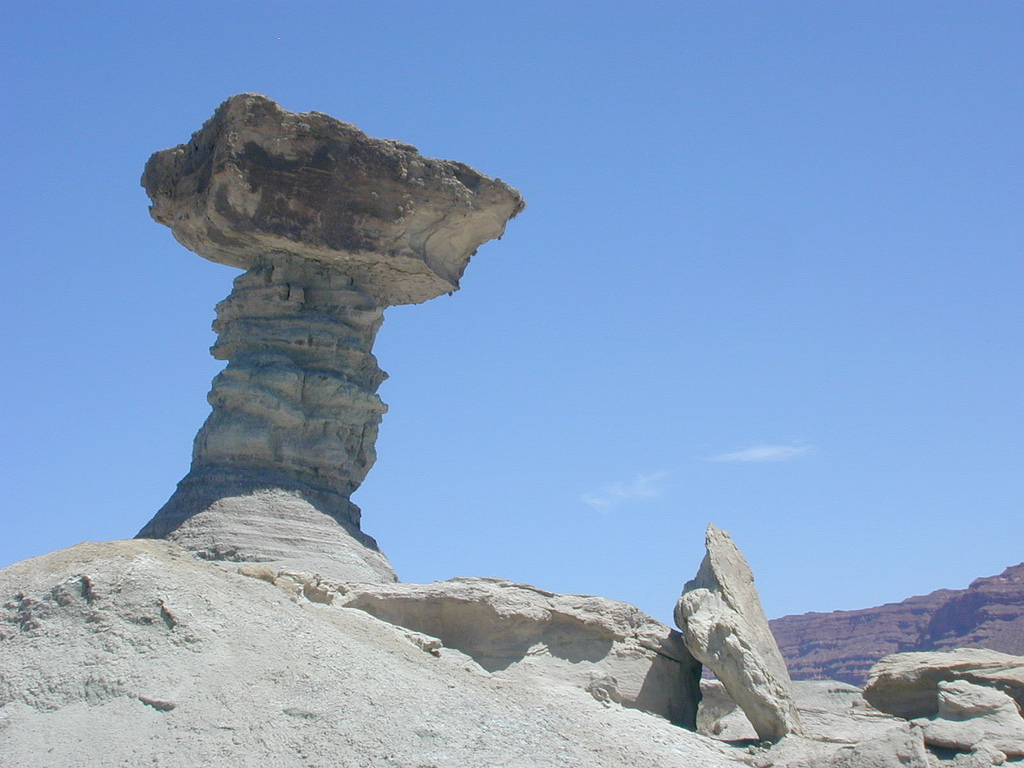
Ischigualasto.

- Parque Provincial Ischigualasto “Valle de la Luna”

Ischigualasto significa “tierra sin vida”. La denominación de “Valle de la Luna” se debe a la similitud que presenta su relieve con las características conocidas del satélite. Es un parque único en el mundo. En el año 2000 la UNESCO lo declara Patrimonio Natural de la Humanidad.
Reúne la secuencia completa de sedimentos continentales con abundantes fósiles del período Triásico de la Era Mesozoica.
En Ischigualasto está la más completa representación de ese momento de la vida sobre la tierra habiéndose hallado numerosos restos de animales y plantas que la poblaron en esa época. Uno de los más importantes son los restos de los dinosaurios más antiguos que se conocen, el carnívoro “Eoraptor”.
Como consecuencia de la erosión de millones de años ocasionadas por el viento, agua y temperatura se pueden encontrar curiosas formas conocidas con nombres populares como “Hongo”, “Submarino”, “ Esfinge”, “Cancha de Bochas”, etc.
Permite a importantes investigadores del mundo realizar estudios sobre la transición faunística más importantes de la Tierra.
Es visitado en forma permanente por turistas argentinos y extranjeros.
Turismo ecológico y recreativo

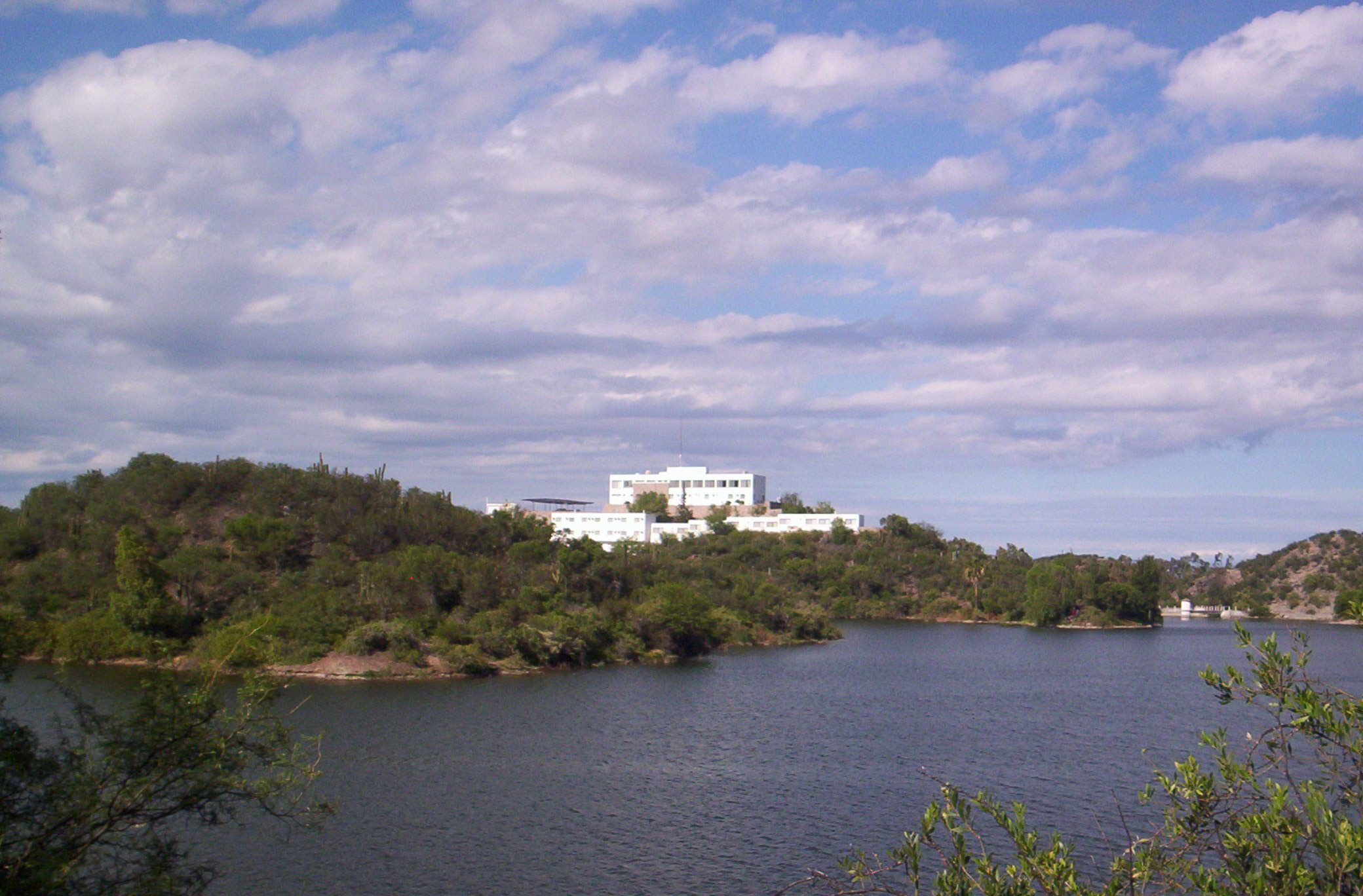
Dique San Agustín.

- Dique San Agustín: Lugar de excelencia para realizar turismo contemplativo y deportivo. Se puede realizar pesca del pejerrey, paseos en lancha, etc. El circuito de aproximadamente 2.5 km de longitud, rodea el espejo de agua y permite la observación de flora y fauna, especialmente aves.[11]
- Las Sierras: En la localidad Las Tumanas se realizan paseos de observación de fauna y flora. En el Río Las Tumanas se organizan excursiones en mula hacia las sierras.
- Caminata Huellas Ancestrales: Observación de expresiones de la historia de la región, como morteros indígenas de piedra y petroglifos.

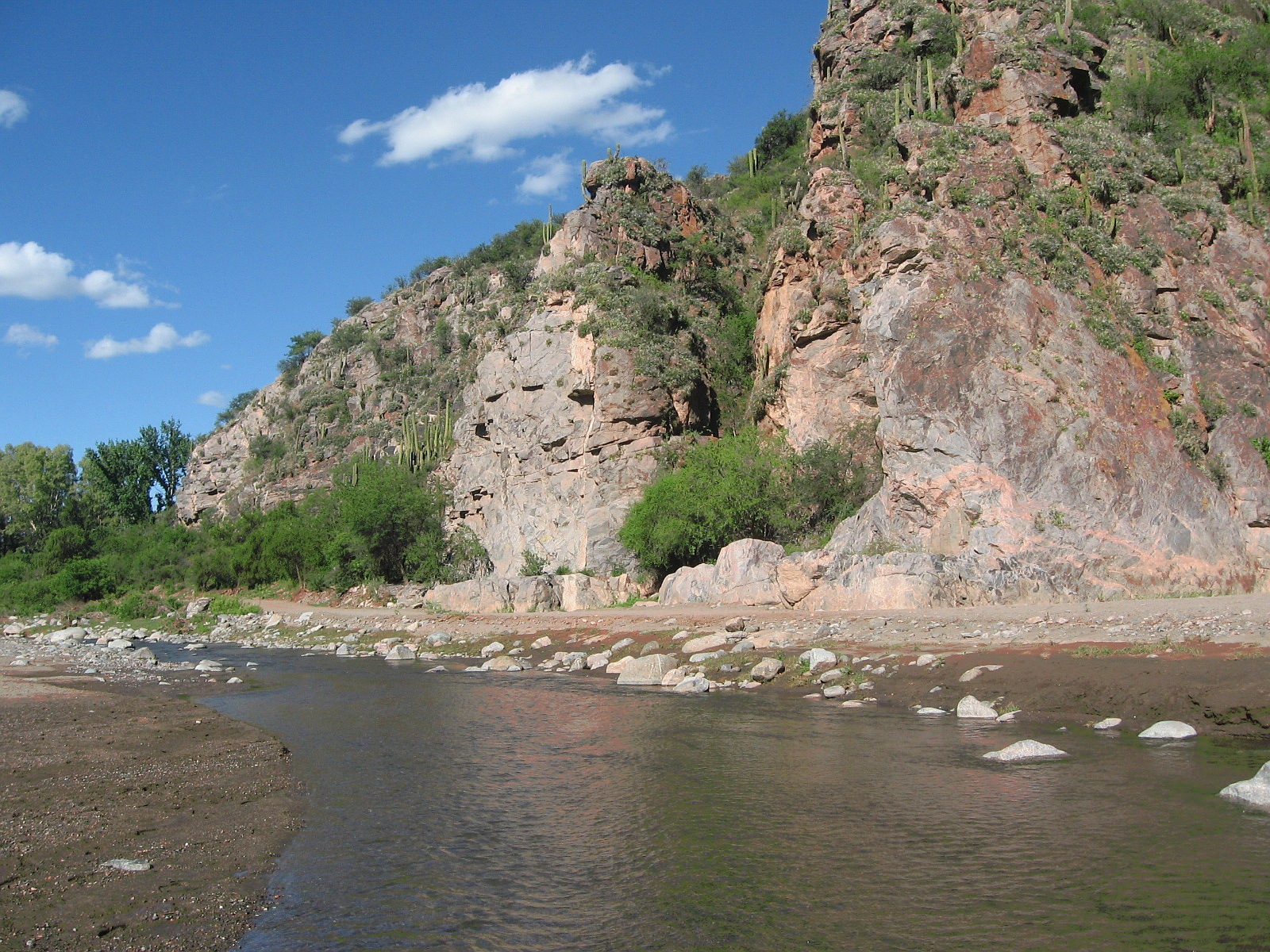
Camino hacia La Majadita

- La Majadita: Excursión recreativa dentro del típico paisaje serrano. Parte del circuito bordea las márgenes del Río del Valle y en él se encuentra el Árbol de las Raíces, ejemplar de curiosa implantación.[12]
- Ruinas jesuíticas: Ubicadas en la localidad de Las Tumanas. Se trata de un conjunto edilicio presumiblemente del siglo XVII, declarado Monumento Histórico Provincial, mediante Ley 6285 del año 1992.[13]
- Museo Piedras del Mundo: En la localidad de Usno. Dedicado básicamente a la mineralogía, se exponen distintas piezas minerales, fósiles de insectos en ámbar, puntas de flecha de obsidiana, etc.[14]

Turismo deportivo y aventura
- Cabalgata a Puerto Alegre: En la Quebrada de Usno se pueden realizar diferentes actividades entre ellas la Cabalgata hacia Puerto Alegre, antigua posta de la vieja ruta que conducía a San Juan. Es una travesía larga para la cual se debe contratar a un baqueano y donde se puede observar la belleza de la naturaleza virgen.
- Ascenso Sierras de Elizondo: En la Quebrada de Astica se puede realizar el ascenso a las Sierras de Elizondo permitiendo la práctica de trekking, montañismo, cabalgatas, etc.
- Safari Tras las Sierras: Es un acontecimiento deportivo muy importante que atrae a muchos visitantes en el que compiten en distintas categorías, bicicletas, motos, cuatriciclos y vehículos todo terreno.[15]

## Fuente consultada
- www.comunidadsanjuanina.org.ar